# 松浪志保
松浪 志保（まつなみ しほ、1935年1月1日 - ）は、日本の女優。本名は長谷川 万里子。
新潟県出身。新潟県立新発田高等学校卒業。虹の会、東京映画、劇団現代劇場を経て、東京俳優生活協同組合に所属。
特技は華道、小唄、三味線。
テレビドラマでは、松本清張作品に多数出演している。

## 出演

### 映画
- 甘い汗（1964年、東宝） - 女中
- 麻雀放浪記#映画（1984年版）（1984年、東映）
- 手紙（2002年、ビジュアルアート研究所）
- 狙った恋の落とし方。（2009年、ニトリパブリック）

### テレビドラマ
- 特別機動捜査隊 第161話「くちびる」（1964年、NET）
- 風来坊 第2話（1968年、CX）
- 火曜日の女シリーズ「人喰い」（1970年、NTV）※クレジットは松波志保
- パパと呼ばないで 第10話「ママがほしい!」（1972年、NTV） - 福岡の妻
- 荒野の素浪人シリーズ（NET）
  - 第1シリーズ 第50話「女郎花 暁の脱走」（1972年）
  - 第2シリーズ（1974年）
    - 第1話「風塵の剣」
    - 第26話「隠し山地獄」
- アイアンキング 第3話「戦士の微笑」（1972年、TBS / 宣弘社） - 俊夫の母親
- 恐怖劇場アンバランス 第8話「猫は知っていた」（1973年、CX）
- ありがとう （TBS / テレパック）
  - 第2シリーズ（看護婦編） 第27話（1972年7月27日） - 幼女の母親
  - 第2シリーズ（看護婦編） 第48話（1972年12月21日） - 菅原の妻
  - 第3シリーズ（魚屋編）
    - 第5話（1973年5月24日） - 愛の祖母(遺影)
    - 第12話（1973年7月12日） - 東白壁町の主婦
- 高原へいらっしゃい 第1話（1976年、TBS）
- 大都会シリーズ（NTV）
  - 大都会 闘いの日々 第27話「雨だれ」（1976年）
  - 大都会 PARTII（1977年）
    - 第8話「眼には眼を」
    - 第18話「暁の兇弾」
    - 第26話「Gメン抹殺指令」
- 太陽にほえろ!（NTV）
  - 第218話「殿下とスコッチ」（1976年） - たいら荘住人
  - 第258話「愛の追憶」（1977年） - アパート住人
  - 第482話「ラッサ熱」（1981年） - 宮田夫人
  - 第522話「ドックとボギー」（1982年） - 一雄の母親
  - 第543話「すりへった靴」（1983年） - ふぐ料理店女将
  - 第559話「マザー・グース」（1983年）
  - 第564話「夏の別れ」（1983年） - 西野晴代
  - 第613話「ヘッドハンター」（1984年） - 寺岡夫人※ノンクレジット
  - 第653話「一枚のシール」（1985年） - 森田夫人
  - 第678話「山村刑事の報酬なき戦い」（1986年） - 女将
  - 第711話「ジョーズ刑事の華麗な復活」（1986年） - 石沢ふさ
- 土曜ワイド劇場（ANB）
  - 田舎刑事 第1作「時間よ、とまれ」（1977年）
  - 伊勢志摩同窓会殺人事件 実年素人探偵とおんな秘書の名推理!（1986年）
  - 雨の倉敷トリック殺人紀行（1989年）
  - 北の椿は死を歌う（1989年）
  - 松本清張スペシャル・書道教授（1995年）
  - 捜査回避（2002年）
  - 少年被疑者（2002年）
  - 広域警察 第2作（2011年、ABC）
- 赤い絆 第3話「鉄格子の彼方へ」（1977年、TBS）
- ジャッカー電撃隊 第27話「独裁者の野望!! 砕け! 死の収容所」（1977年、ANB / 東映） - 藤田夫人
- ロボット110番 第33話「うそつき少年」（1977年、ANB / 東映） - マサオの母親
- 透明ドリちゃん 第24話「青山家最大の難事件」（1978年、ANB） - 恭子の母親
- 大江戸捜査網（12ch⇒TX）
  - 第254話「嘘八百に賭けた夢」（1978年）
  - 第283話「白頭巾参上 辻斬り大追跡」（1979年）
  - 第330話「五七五に賭けた恋情け」（1980年）
  - 第348話「女の涙か、夏の嵐」（1980年）
  - 第368話「悪夢に怯える女」（1980年）
  - 第428話「女心が悪を斬る」（1982年）
  - 第435話「女郎花流転 禁断の白い罠」（1982年）
  - 第504話「八丁堀情話 夫よ許して!」（1983年）
  - 平成版 第1シリーズ 第16話「姫君危機一髪! 秘めごとの恋」（1991年）
- 白い巨塔 第18話（1978年、CX）
- 江戸を斬るIV 第1話「紫頭巾が二人いた!」（1979年、TBS）
- 同心部屋御用帳 江戸の旋風IV 第25話「愛と復讐の罠」（1979年、CX） - お民
- 大河ドラマ（NHK）
  - 獅子の時代（1980年） - 仲居
  - 徳川家康（1983年） - 柏木
  - 春の波涛（1985年） - お米
  - いのち（1986年） - 旅館の人
- 江戸の牙 第16話「慕情 嵐を呼ぶ地獄船」（1980年、ANB）
- 桃太郎侍 第196話「大江戸ラブ・ストーリー」（1980年、NTV）
- あさひが丘の大統領 第36話「別れるまえに抱きしめたい!!」（1980年、NTV）
- ザ・ハングマン 燃える事件簿 第6話「オオカミ達の変奏曲」（1980年、ABC） - バーのママ
- 特捜最前線（ANB）
  - 第207話「雨傘殺人事件!」（1981年）
  - 第247話「警視庁狙撃班にいた男!」（1982年）
  - 第349話「ギリシャから来た女!」（1984年）
  - 第405話「浅草の老警官・7分間の嘘!」（1985年）
  - 第419話「女医が挑んだ殺人ミステリー!」（1985年）
  - 第438話「美しい狙撃者! 殺意を呼ぶマネーゲーム!」（1985年）
  - 第454話「フラッシュバック! 通り魔を殺した女」（1986年）
- ポーツマスの旗 第二部「バラと謀略」（1981年、NHK）
- 銭形平次 第770話「禁じられた恋人たち」（1981年、CX）
- 同心暁蘭之介 第23話「まぼろしの女」（1982年、CX）
- Gメン'75 第353話「白衣の天使連続殺人事件」（1982年、TBS） - 白山トミ子（工場の女将）
- 噂の刑事トミーとマツ 第2シリーズ 第22話「トミマツ呆然! 課長必殺の突撃」（1982年、TBS / 大映テレビ） - かよ 役
- 文吾捕物帳 第26話「ろくでなしの涙」（1982年、ANB）
- 暁に斬る! 第16話「非情の町のこぼれ花」（1983年、KTV）
- 高校聖夫婦 第13話「愛を越える愛」（1983年、TBS）
- 火曜サスペンス劇場 （NTV）
  - 恐怖（1983年）
  - 松本清張スペシャル・夜光の階段（1986年）
  - 松本清張スペシャル・渡された場面（1987年）
  - 松本清張スペシャル・やさしい地方（1988年）
  - 嘘を重ねて（1989年）
  - 松本清張スペシャル・危険な斜面（1990年）
  - 灰色無罪（1993年）
  - 身辺警護 第5作（2000年）
- 卒業-GRADUATION-（1985年3月6日、NTV）
- 真田太平記（1985年、NHK） - 吉井
- 松本清張サスペンス 隠花の飾り / 愛犬（1986年、KTV）
- 木曜ゴールデンドラマ / 花嫁となる日（1986年、YTV）
- とっておきの青春（1988年、NHK）
- 花へんろ・風の昭和日記 第三章（1988年、NHK）
- 特警ウインスペクター 第26話「飛べ! 優子号」（1990年、ANB） - 香川晴子
- 人形佐七捕物帳 佐七一番手柄（1990年、TX）
- 月曜ドラマスペシャル→月曜ゴールデン（TBS）
  - 西新宿俳句おばさん事件簿 第1作（1993年）
  - 松本清張特別企画・聞かなかった場所（1997年）
  - 捜し屋★諸星光介が走る! 第6作（2011年） - 木村早苗
- はぐれ刑事純情派 第7シリーズ 第20話「襲われたバスガイド・偽りの証言」（1994年、ANB）
- テツワン探偵ロボタック 第6話「行方不明の初恋捜し」（1997年） - 葵
- P.A. 第8話「純愛のフルマラソン」（1998年、NTV）
- ホームドラマ! 第1話、第2話（2004年、TBS） - 青山美代
- 水曜プレミア / 大都会の女たち（2004年、TBS）
- 火消し屋小町（2004年、NHK）
- 慶次郎縁側日記 第1シリーズ 第4話（2004年、NHK） - 老婆
- 金曜エンタテイメント / 事件調査員 南条真琴 東京〜隠岐 摩天崖殺人事件（2005年、CX） - 信江
- 金曜プレステージ / 潮風の診療所〜岬のドクター奮戦記〜（2007年、CX） - 高橋トヨ
- 任侠ヘルパースペシャル（2011年1月9日、CX）

### 舞台
- 飢餓海峡（1990年）
- 飢餓海峡（2006年） - うた、恐山の巫女